# Omnibus-Chor
 (octobre 2020).
L’Omnibus-Chor est un chœur d'enfants allemand, originaire de Berlin, dans un répertoire pop.

## Histoire
En 1975, Hugo Jahns fonde le Chœur Omnibus à la Haus der Jungen Talente, qui s'appelle alors officiellement Pionierchor Omnibus. Au début, il est soutenu par Bärbel Plöckinger (organisation) et Karl-Heinz Tetzner (événements) ainsi que Stefan Lasch (recrutement). Le chœur est au départ un chœur composé de 30 petits chanteurs âgés de 7 à 11 ans. Le modèle est le chœur français Les Poppys. Jahns ne s'intéresse pas particulièrement à de bons garçons chanteurs, mais des garçons heureux de Berlin qui inspirent le public avec des chansons actuelles, souvent spécialement écrites pour le chœur.
La première apparition d'Omnibus-Chor a lieu en février 1975 dans la salle des congrès de l'Alexanderplatz et diffusée par Berliner Rundfunk. La même année, l'Omnibus-Chor chante la chanson-thème du film Ikarus (de) de Heiner Carow. Le chœur est demandée pour de nombreux événements dans toute la RDA et pour des apparitions à la radio et à la télévision. Le chœur est initialement accompagnée par le groupe Kaleidoskop. Il y a des performances et des enregistrements avec de nombreux artistes de la RDA, dont Dean Reed, Holger Biege, Monika Herz, Die Roten Gitarren et le groupe 4PS. Chanter dans l'Omnibus-Chor signifie trois heures de répétition deux fois par semaine, des voyages de répétition de plusieurs jours et des performances ou des enregistrements en studio le week-end. Les garçons qui muent peuvent rester dans la chorale et recevoir des cours de solfège d'Hugo Jahns. Plus tard, ils renforcent les voix basses.
En 1979, la chorale fait partie de la production télévisée Eine Welt aus Spaß, dans laquelle René Siodla obtient même un rôle solo d'acteur. En 1982, la chorale chante une autre musique de film, la production DEFA Zille und ick (de) (1983). Omnibus-Chor est l'invitée de toutes les grandes émissions de télévision de la RDA : Ein Kessel Buntes, Die goldene Note, rund... Avant 1990, les chansons d'Omnibus-Chor sont composées par Horst Schmäke, Eberhard Mende, Siegfried Schultze et d'autres. Les textes viennent notamment de Wolfgang Brandenstein, Monika Jacobs et Dieter Schneider.
À partir de 1990, Omnibus-Chor est également ouvert aux filles. La Haus der Jungen Talente est dissoute en 1991. Cela signifie également que le soutien de l'État pour la chorale et le chef de chœur disparaît. Les répétitions pourraient être maintenues grâce à l'association nouvellement créée Omnibus-Chor e.V. (plus tard Omnibus-Chöre e.V.), et des fonds de parrainage sont organisés. Hugo Jahns reçoit du sénateur de la culture Ulrich Roloff-Momin la promesse de continuer à répéter dans le palais Podewils. Néanmoins, Omnibus-Chor voit la fin du bail à la fin des années 1990. Le chœur trouve un nouveau domicile dans la salle voisine de l'église paroissiale de Berlin.
Dans les années 1990, Omnibus-Chor donne des représentations notamment dans le Schauspielhaus, dans le Palais am Funkturm, la FEZ ou dans la Deutschlandhalle. En 1994, d'anciens membres de la chorale forment l'Omnibus-Jugendchor. En 2000, Omnibus-Chor enregistre un CD de Noël avec Frank Zander. Après 1990, de nombreuses chansons d'Omnibus-Chor ont été écrites par Hugo Jahns, tant les compositions que les textes. Il fait de nouveaux arrangement d'un certain nombre de chansons du répertoire du chœur. Après la fermeture des salles de répétition d'Omnibus-Chor dans la Waisenstrasse en 2008, il n'y a plus de répétitions ni de représentations. Omnibus-Chor cesse d'exister. En 2016, un an après la mort d'Hugo Jahns, l'Omnibus-Chöre e.V. est dissous.
Certains anciens chanteurs d'Omnibus-Chor se sont lancés dans une carrière musicale, comme André Siodla, Patrick Borde ou Detlef Ebeneow. Jörg Thieme devient acteur.